# 李本緯
李本緯（1567年—？），字淶玉，山西曲沃縣人，錦衣衛籍，明朝政治人物。

## 生平
辛卯科順天鄉試舉人。萬曆二十年（1592年），登壬辰科第三甲第二百二十四名進士。除陝西鞏昌府推官，擢兵部主事，管山海关事，晉郎中。三十七年升山東陽和道參政。改山西參政，被弹劾降職歸。三十八年起復山東副使，歴山東參政、按察使。升陕西右布政使，仕至山東右布政使。

## 著作
工詩，有《灌蔬園集》。

## 家族
曾祖李美；祖父李海；父李綰。